# Лудвиг VIII (Хесен-Дармщат)
Лудвиг VIII (на немски: Ludwig VIII von Hessen-Darmstadt, * 5 април 1691 в Дармщат, † 17 октомври 1768 в Дармщат) е от 1739 до 1768 г. ландграф на Хесен-Дармщат.
Лудвиг VIII е най-възрастният син на ландграф Ернст Лудвиг от Хесен-Дармщат (1667 – 1739) и съпругата му Доротея Шарлота (1661 – 1705), дъщеря на маркграф Албрехт II от Бранденбург-Ансбах (1620 – 1667) и втората му съпруга Софи Маргарета (1634 – 1664).
Лудвиг VIII се жени на 5 април 1717 г. в дворец Филипсруе в Ханау за Шарлота Христина Магдалена Йохана (1700 – 1726) от Ханау-Лихтенберг (1700 – 1726), дъщеря и наследничка на граф Йохан Райнхард III от Ханау (1665 – 1736) и на Доротея Фридерика фон Бранденбург-Ансбах (1676 – 1731), която е полусестра на Каролина, съпругата на английския крал Джордж II. Тя му носи богата зестра. През 1736 г. графството Ханау-Лихтенберг е наследено от сина му Лудвиг IX. Той е прадядо по две линии на крал Фридрих Вилхелм III.
През седемгодишната война той е на страната на кайзер Йозеф II и става генерал-фелдмаршал.
До 1766 г. Лудвиг води регентството за малолетния Фридрих IV, заедно с майка му в ландграфство Хесен-Хомбург.
Лудвиг е голям ловец и е наричан „ловец-ландграф“. Той се разхождал в каляска, теглена от бели елени. През 1767 г. той издава нареждане за осветлението на улиците в Дармщат и забранява пиенето на кафе. Лудвиг VIII е голям любител на изкуството. Самият той композира и умира в ложата си в операта на Дармщат по време на представление.

## Деца
Лудвиг VIII и Шарлота имат следните деца:
- Лудвиг IX (1719 – 1790), ландграф на Хесен-Дармщат

∞ 1. 1741 за пфалцграфиня Каролина фон Пфалц-Цвайбрюкен (1721 – 1774)
∞ 2. 1775 (морг.) Мари Адéлаида Хеирузе, „графиня на Лемберг“ 1775
- Шарлота Вилхелмина Фридерика (1720 – 1721)
- Георг Вилхелм (1722 – 1782)

∞ 1748 графиня Луиза цу Лайнинген-Дагсбург (1729 – 1818)
- Каролина Луиза (1723 – 1783)

∞ 1751 велик херцог Карл Фридрих фон Баден (1728 – 1811)
- Августа (1725 – 1742)
- Йохан Фридрих Карл (1726 – 1746)